# Durnovaria
Durnovaria o Durnonovaria fue una ciudad romana en el sitio de la actual Dorchester en el condado inglés de Dorset. Asumiendo que el nombre era originalmente britón, se sugiere que el primer elemento en el nombre, *durno- puede significar "puño" (como el galés dwrn 'puño, perilla') y el segundo puede estar relacionado con el irlandés antiguo fáir ~ fóir que denota un área confinada o guarida.

## Romanos en el castillo Maiden
El centro de población prerromana de la zona parece haber estado en el fuerte de la colina del castillo Maiden, 2 millas (3 km) al suroeste del centro de la ciudad. Los habitantes parecen haber resistido la invasión romana y su cementerio de guerra fue excavado en la década de 1930 por Mortimer Wheeler. Más tarde se convirtió en el sitio de un templo romano-británico del siglo IV.

## Dorchester romana

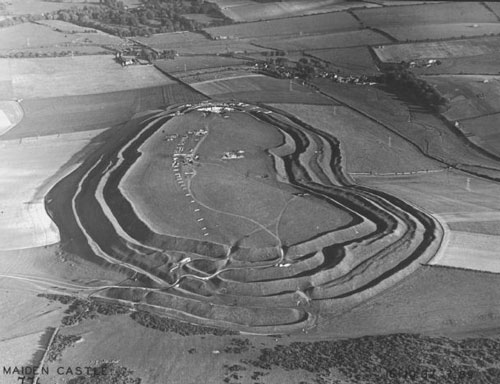
Excavaciones en el castillo Maiden en octubre de 1937. Fotografía del comandante George Allen (1891–1940).

El sitio de la actual Dorchester puede haber sido originalmente un pequeño fuerte de guarnición para la Legio II Augusta establecido poco después de la conquista romana. Cuando los militares se retiraron, alrededor del año 70 d. C., Durnovaria se convirtió en un asentamiento civil, aparentemente la civitas Durotrigum de la confederación tribal de los durotriges. Se cavaron pozos para depositar elementos de cimientos rituales. Se trazó un plan de calles organizado, ignorando los límites anteriores, las calles bordeadas con estructuras de ranuras de madera; se erigieron edificios públicos, incluidas termas, y se estableció un suministro de agua artificial. La ciudad parece haberse convertido en una de las capitales gemelas de los durotriges (junto a Lindinis). Era un importante centro de mercado local, particularmente para las industrias de mármol de Purbeck, esquisto y cerámica de Poole Harbour y New Forest. La ciudad permaneció pequeña, alrededor de las áreas central y sur del asentamiento actual, hasta la expansión hacia el noroeste, alrededor de Colliton Park, en el siglo II. A mediados de este siglo, se agregaron las defensas de la ciudad y Maumbury Rings, un monumento henge neolítico, se convirtió para su uso como anfiteatro. El siglo III vio el primer reemplazo de edificios de madera por otros de piedra, un desarrollo inesperadamente tardío en un área con varias buenas fuentes de piedra para la construcción. Había muchas casas elegantes para familias ricas y sus pisos de mosaico excavados sugieren que una escuela de arte de mosaico tenía un taller en la ciudad, cuyos miembros parecen haber viajado a la zona para ejecutar pisos de mosaico en villas lejos de la propia Durnovaria. Se ha excavado un gran cementerio tardorromano y cristiano en Poundbury, justo al oeste de la ciudad, pero se sabe poco sobre el declive de Durnovaria después de la partida de la administración romana. El nombre, sin embargo, sobrevivió para convertirse en el anglosajón Dornwaraceaster y el moderno 'Dorchester'. De hecho, el gentilicio de los residentes de la Dorchester moderna es Durnovarians.

## Restos existentes

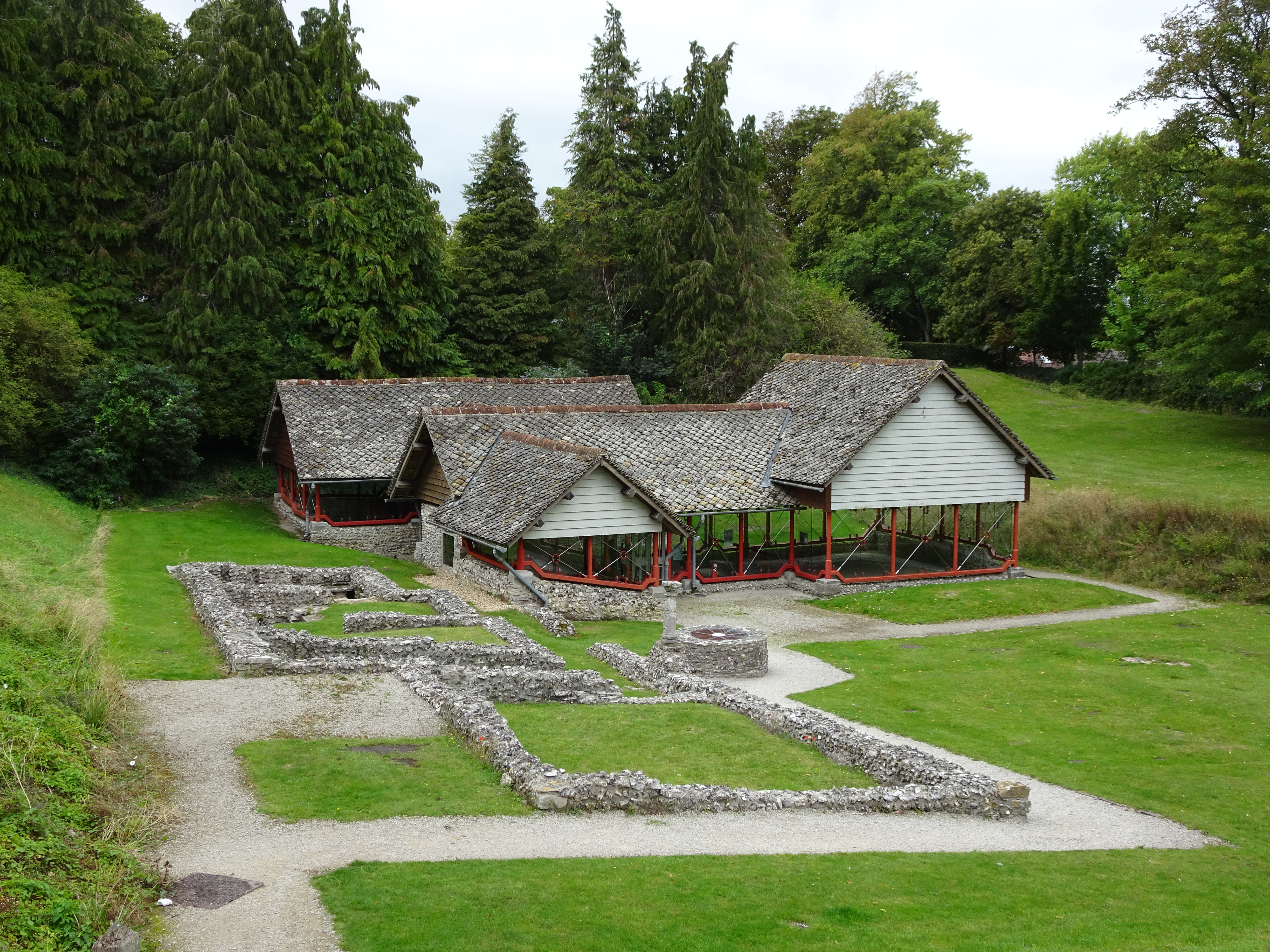
Ruinas romanas en Dorchester (Durnovaria), Dorset, Inglaterra

La ciudad todavía tiene algunas características romanas, incluida parte de las murallas de la ciudad y los cimientos de una casa romana, que son de libre acceso cerca del Ayuntamiento. Hay muchos hallazgos romanos en el Museo del Condado. Los romanos construyeron un acueducto para abastecer de agua a la ciudad, quedan rastros en las cercanías de Whitfield Farm y acercándose al túnel de Poundbury en el ferrocarril Dorchester-Yeovil. Cerca del centro de la ciudad se encuentra Maumbury Rings, un antiguo movimiento de tierra británico convertido por los romanos para su uso como anfiteatro, y al noroeste se encuentra Poundbury Hill, otra fortificación prerromana.
Hay poca evidencia que muestre si Durnovaria sobrevivió o no hasta la era posromana: el registro de Gildas de una tradición, dado en De Excidio et Conquestu Britanniae iii, de veintiocho ciudades y diversos castillos de tiempos felices anteriores no fue proporcionado con cualquier nombre. Los límites septentrionales supervivientes de la región administrativa, o civitas que incluían a Dorset, llegaban hasta Selwood y marcan la división del condado entre Somerset y Wiltshire hasta el día de hoy. En el período subromano, a medida que los centros urbanos fueron progresivamente abandonados, los centros de administración y justicia, tal como eran, generalmente se trasladaron a plazas fuertes. El sitio de la ciudad está atestiguado como Dornwaraceaster en el siglo IX, elidido para producir Dornaceaster, registrado por primera vez en 937.